# Cmentarz wojenny nr 269 – Niwka
Cmentarz wojenny nr 269 – Niwka – cmentarz z I wojny światowej, zaprojektowany przez Roberta Motkę, znajdujący się w miejscowości Niwka w powiecie tarnowskim, w gminie Radłów. Jeden z ponad 400 zachodniogalicyjskich cmentarzy wojennych zbudowanych przez Oddział Grobów Wojennych C. i K. Komendantury Wojskowej w Krakowie.
Cmentarz znajduje się w centrum miejscowości obok szkoły, po prawej stronie drogi wojewódzkiej nr 975 Wojnicz – Żabno.
Ma kształt prostokąta o powierzchni około 1942 m². Otoczony jest z 4 stron ogrodzeniem, w części przedniej od drogi w postaci betonowej balustrady z miejscami wypełnionymi siatką. W centralnej części ogrodzenia znajduje się bardzo ciekawa bramka wejściowa (patrz fotografia). Metalowa bramka znajduje się pomiędzy słupami z bloków betonowych o różnej wysokości, zwieńczonych betonowymi kulami. Pozostałe strony cmentarza są ogrodzone w większości betonowymi słupkami połączonymi ze sobą metalowymi rurami „gazowymi”.
Centralnym elementem cmentarza jest wysoki obelisk zbudowany z bloków betonowych z tablicą z inskrypcją oraz płaskorzeźbą miecza ponad nią. Na tablicy napis, który w wolnym tłumaczeniu brzmi:
| DIE IHR IM LICHTE WANDELT DENKET DERER DIE FÜR EUCH GESTORBEN SIND | Wy, którzy w zadumie przechadzacie się wśród zniczy, pomyślcie o tych którzy za was polegli. |

Na cmentarzu jest pochowanych 270 żołnierzy poległych w grudniu 1914 i lutym oraz maju 1915 roku w 14 grobach zbiorowych oraz 122 pojedynczych:
- 146 żołnierzy Austro-Węgier,
- 77 żołnierzy Imperium Rosyjskiego m.in. z 294 Berezyńskiego Pułku Piechoty,
- 41 żołnierzy niemieckich m.in. z pruskich pułków rezerwowych: 218 ((Preußisches) Reserve-Infanterie-Regiment Nr 218), 219, 220 i 222.